# 丹寧撞擊坑
丹寧撞擊坑（英語：Denning）是位於火星示巴湾区的撞擊坑，中心座標17.7°S，326.6°W 。該撞擊坑直徑165公里，以英國天文學家威廉·弗雷德里克·丹寧命名。

## 地質狀況
當彗星或小行星以高速撞擊火星表面之後會在火星表面形成撞擊坑。撞擊時會產生大量由岩石組成的撞擊噴發物，而這些撞擊噴發物撞擊火星表面時會產生次級撞擊坑。次級撞擊坑可能會群聚在特定區域，並且都會受到同樣程度的侵蝕；因此它們的年齡可能都是相同的。如果許多次級撞擊坑在附近一個巨大撞擊坑旁發現，它們就可能大致上是同時形成的。以下影像就可見到群聚的次級撞擊坑。

## 圖集

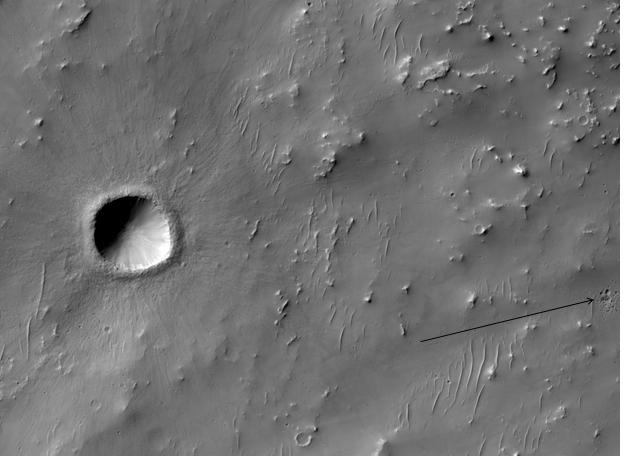
火星偵察軌道器的 HiRISE 拍攝的丹寧撞擊坑底的小型撞擊坑。箭頭指出了噴發物撞擊火星表面形成的次級撞擊坑。